# Andrea Spinola
Il Serenissimo Andrea Spinola (Genova, 1562 – Genova, 1641) fu il 99º doge della Repubblica di Genova.

## Biografia

### Primi anni

Stemma nobiliare degli Spinola

Figlio di Cristoforo Spinola del ramo di San Luca e di Giulia Pallavicini, nacque a Genova intorno al 1562. Educato alle attività economiche e all'uso delle armi, Andrea Spinola trovò occupazione presso le Compere di San Giorgio e poi direttamente al Banco di San Giorgio.
All'età di quarant'anni iniziò ufficialmente a servire la Repubblica di Genova come Padre del Comune, eletto all'Ufficio dei Censori (1609-1610) e colonnello delle milizie a Sestri Ponente e nelle valli genovesi Polcevera e Bisagno; nel 1611 fu sindacatore dei Giurisdicenti presso la Riviera di Levante.
Nel corso del 1613 ritornò a Genova dove fu estratto senatore e quindi governatore della Repubblica, e al servizio del magistrato degli Straordinari dal 1615. Commissario della città levantina di Sarzana (1617), nel 1619 fu sindacatore dell'Oltregiogo.
Nel decennio successivo ricoprì ruoli ai magistrati della Misericordia, dei Cambi, dell'Annona, della Guerra (quest'ultimo durante la guerra del 1625 tra la repubblica genovese e il Ducato di Savoia di Carlo Emanuele I) e ancora le cariche istituzionali di procuratore, senatore e governatore della Repubblica.

### Il dogato
Il 26 giugno del 1629 la sua persona fu scelta dal Gran Consiglio per guidare la massima carica dello stato: la cinquantaquattresima in successione biennale e la novantanovesima nella storia repubblicana.
Durante il suo dogato, nel 1630, viene ricordata dagli storici la visita genovese della principessa e Infante di Spagna Maria Anna d'Asburgo che fu accolta con tutti gli onori possibili e dalla tremenda pestilenza che colpì Genova e le principali città italiane ed europee.
Al termine del biennio dogale, il 26 giugno 1631, fu quindi eletto tra i procuratori perpetui occupandosi fino alla morte a diversi incarichi per lo stato genovese. Morì a Genova nel 1641 e il suo corpo trovò sepoltura all'interno della cappella della Natività della chiesa di San Francesco di Castelletto.

## Vita privata
Dal matrimonio con Cecilia Spinola (figlia di Gerolamo Spinola) ebbe undici figli: quattro maschi e sette femmine. Tra questi Gerolamo e Carlo Spinola, quest'ultimo principe di Sant'Angelo dei Lombardi nel regno di Napoli.